# Slava Polounine
Pour les articles homonymes, voir Polounine.
Viatcheslav (Slava) Ivanovitch Polounine (en russe : Вячеслав (Слава) Иванович Полунин), né le 12 juin 1950 à Novossil, dans l'oblast d'Orel, est un acteur, metteur en scène et clown russe. Il est fait artiste du peuple de la fédération de Russie en 2001.

## Biographie
Slava Polounine naît le 12 juin 1950 à Novossil, dans l'oblast d'Orel. Il est lauréat de la deuxième édition du Concours des artistes de scène de toute l'Union soviétique, en 1979. 21 ans plus tard, en 2000, il remporte les prix « Triomphe » et le Prix des arts Tsarskoselskoï.
Slava est diplômé de l'Institut d'État de la culture de Léningrad, du nom de Nadejda Kroupskaïa — aussi dénommé Université d'État de la culture et des arts de Saint-Pétersbourg. Il a aussi le diplôme du Département du spectacle du GITIS.
Il est à la fois acteur de mime, clown, auteur et réalisateur de numéros inédits ou de reprises, ainsi que de spectacles complets.
Un des spectacles les plus réussis du théâtre Licedei, dans les années 1980, est constitué de reprises des numéros les plus connus de la troupe : « Assissaï! », « Niizia » (« Interrdit » en français), et, « Le canari triste », mise en spectacle de l'air de Vincent Fiorino « Blue canary », numéro créé par le clown Robert Chimchonovitch Gorodetski.
Depuis 1988, Slava se produit principalement à l'étranger : il vit un temps à Londres, puis s'installe en 2000 aux environs de Paris, à Crécy-la-chapelle (Seine et Marne) dans le domaine du "Moulin Jaune" qui lui sert de laboratoire de création et où il passe chaque année plusieurs mois. En Angleterre il remporte le prix Laurence Olivier pour le meilleur spectacle de l'année ; au festival d'Édimbourg lui est décerné le prix du meilleur spectacle théâtral, à Liverpool et Dublin celui du meilleur spectacle de la saison, à Barcelone le prix du meilleur spectacle de clown. Le magazine Time out, et la critique anglaise en général, l'encensent. Il est fait citoyen d'honneur de la ville de Londres.
À partir de 1989, il effectue plusieurs voyages en Russie. Il est l'un des organisateurs et le dirigeant du festival international du théâtre de rue « La caravane du monde » (1990). En l'an 2000 il retourne à Moscou présenter son show à grand spectacle, le « Snow Show ». Et en 2001 il établit le programme du théâtre de rue aux Olympiades théâtrales de Moscou.
Slava fête les 15 ans du spectacle « Snow Show » en 2008, spectacle qu'il a pu présenter les années précédentes dans de nombreux pays du monde,.
À la veille de janvier 2008, en tournée à Berlin, dans la salle de l'Admiralspalast, le correspondant d'Europe-Express, journal allemand de langue russe, rapporte ces propos de Slava Polounine concernant sa nouvelle idée de la vie théâtrale :

« Une de mes préoccupations favorites est d'estomper la frontière entre la vie et l'art. Je me consacrerai à ce projet qui se réalisera à Paris. »

En 2010 Slava fête ses 60 ans en compagnie de ses amis dans son atelier de la région parisienne, à la veille du jubilé du festival international de la pantomime et des clowneries, « La caravane du monde ».
Le 24 janvier 2013, Viatcheslav Polounine accepte d'être le directeur artistique du Grand cirque d'État de Saint-Pétersbourg, sur la Fontanka, l'ancien cirque Ciniselli. Viatcheslav prévoit de marier le cirque et l'opéra, les arts symphoniques, la peinture et le ballet.
Depuis 2013, le domaine du Moulin jaune et son jardin remarquable sont ouverts au public plusieurs week-ends par an, lors d'événements thématiques où les déguisements sont recommandés et où l'on peut s'initier à l'univers fantaisiste de Slava et sa troupe, parfois présents au milieu des attractions.
Parmi les artistes l'ayant inspiré, il cite Charlie Chaplin, Leonid Yengibarov et Marcel Marceau.

## Famille
Elena Dmitrievna Ouchakova est l'épouse de l'artiste, elle est actrice et travaille avec son époux. Ils ont trois fils : Dmitri Oushakov, Pavel Polounine, alors étudiant à l'école de musique de Saint-Pétersbourg au début des années 2000, et Ivan Polounine qui joue sur scène avec ses parents.

## Filmographie
- 1980 : Seulement au music-hall, caméo, mime
- 1983 : Une histoire fantastique, le tsar étranger
- 1984 : Et puis vint Boumbo...
- 1985 : Quatre clowns sous un toit
- 1986 : 01 (en cas d'incendie composez le 01!), court-métrage diffusé du 1er au 12 mai 1986 à Kiev
- 1986 : Comment devenir une star
- 1988 : Tuer le dragon de Mark Zakharov : un aéronaute
- 1996 :  Salut, grand bêta !, le rôle principal de Ioura Kabloukov (Kablouk, soit talon en français)
- 2002 : Le Clown, son propre rôle, clown
- 2002 : Hoffmaniade

## Distinctions
- Ordre de l'Amitié, le 2 février 2011
- Chevalier dans l’ordre des Arts et des Lettres. République Française 2008
- Artiste du peuple de la fédération de Russie, le 6 juin 2001
- Prix du Komsomol de Lénine, en 1986 pour les concerts organisés entre 1981 et 1985

## Galerie

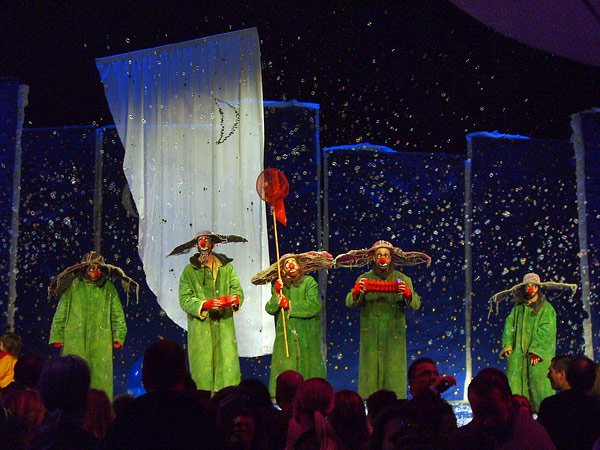
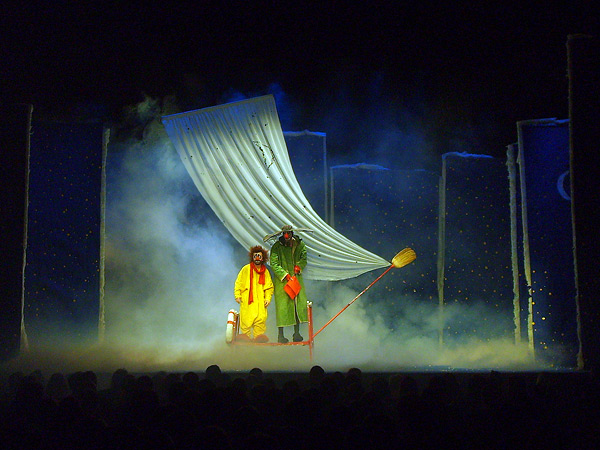
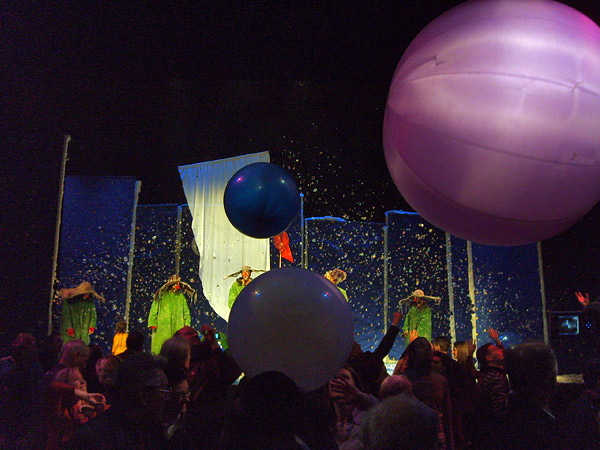